# Edward Barcik
Edward Barcik, född den 31 maj 1950 i Prusice, Polen, är en polsk tävlingscyklist som tog OS-silver i lagtempoloppet vid olympiska sommarspelen 1972 i München. 